# Кобб, Ким
Ким Кобб (Kim Cobb; род. 1974, Мадисон, Виргиния) — американский климатолог, палеоклиматолог. Доктор философии (2002), профессор Технологического института Джорджии. Отмечена NSF Career Award (2007), Presidential Early Career Award for Scientists and Engineers (2008), Hans Oeschger Medal (2020).
Выросла в Pittsfield, Massachusetts.
Окончила Йель (бакалавр геологии и биологии, 1996). В 2002 году получила степень доктора философии по океанографии в Scripps Institute of Oceanography (также получила там степень магистра океанографии). Провела два года постдоком в Калтехе, прежде чем в 2004 году устроилась в Технологический институт Джорджии, где ныне профессор, в 2018 году стала там первым директором программы глобальных изменений (Georgia Tech Global Change Program). Является одним из ведущих авторов Шестого оценочного доклада Межправительственной группы экспертов по изменению климата (МГЭИК).
Супруг — Emanuele Di Lorenzo.
Мать четверых детей.